# 앨리스 피비 루
앨리스 피비 루(Alice Phoebe Lou, 1993년 7월 19일 ~ )는 남아프리카 공화국의 싱어송라이터이다.

## 음반 목록
- Live at Grüner Salon (2014)
- Orbit (2016)
- Paper Castles (2019)